# Collin Wilcox
Pour les articles homonymes, voir Collin Wilcox Paxton et Wilcox.
Collin Wilcox  est un romancier et un scénariste américain de roman policier et de fiction, né le 21 septembre 1924 à Détroit, (Michigan), et mort à la suite d'une longue maladie, le 12 juillet 1996 à San Francisco  (États-Unis).

## Biographie
Après des études complétées dans l'Ohio, il enseigne à San Francisco au début des années 1950.  Il se lance ensuite dans les affaires en étant associé d'une société de gros, puis propriétaire d'une entreprise de lampes et d'éclairage.
À la fin des années 1960, il devient écrivain de roman policier.  Il crée alors un premier héros, Stephen Drake, qui possède de remarquables dons extrasensoriels, puis l'abandonne après deux enquêtes.  Il a plus de chance avec le lieutenant Frank Hastings, de la brigade des homicides de San Francisco, personnage central de près de vingt aventures de procédure policière. À la fin des années 1980, il invente un troisième enquêteur récurrent avec Alan Bernahardt, un acteur et metteur en scène de théâtre qui travaille également pour une agence de détectives privés de San Francisco.
Il meurt d'un cancer en 1996.

## Œuvre

### SérieStephen Drake
- The Black Door (1967)
- Third Figure (1969) Publié en français sous le titre La Troisième Ombre, Paris, Gallimard, Série noire no 1259, 1969

### SérieLieutenant Frank Hastings
- Lonely Hunter (1971) Publié en français sous le titre Le Chasseur solitaire, Paris, Gallimard, Série noire no 1376, 1970
- The Disappearance (1972) Publié en français sous le titre La Belle et la Proie, Paris, Gallimard, Série noire no 1437, 1971
- Dead Aim (1973) Publié en français sous le titre Des souris et des flics, Paris, Gallimard, Série noire no 1513, 1972
- Hiding Place (1974) Publié en français sous le titre La Mort dans le grand parc, Paris, Gallimard, Série noire no 1658, 1974
- Doctor, Lawyer (1975) Publié en français sous le titre Un carton sur les flics, Paris, Gallimard, Super noire no 94, 1978
- Long Way Down (1975)
- Third Victim (1977)
- Power Plays (1979)
- Mankiller (1980)
- Victims (1985) Publié en français sous le titre Un champ de victimes, Paris, Gallimard, Série noire no 2068, 1986
- Night Games (1986)
- The Pariah (1988)
- Death Before Dying (1990)
- Hire a Hangman (1991)
- Dead Center (1992)
- Switchback (1993)
- Calculated Risk (1995)

### SérieAlan Bernhardt
- Bernhardt's Edge (1988)
- Silent Witness (1990)
- Except for the Bones (1991)
- Find Her a Grave (1993)
- Full Circle (1994)

### Série duDétective sans nom
- Twospot (1978) (coécrit avec Bill Pronzini)

### Autres romans
- The Faceless Man, signé Carter Wick (1975)
- Aftershock (1976)
- The Watcher (1978)
- Spellbinder (1981)
- Stalking Horse (1982)
- Dark House Dark Road, signé Carter Wick (1982)
- Swallow's Fall (1987)
- Spellbound (1988)

### Novélisations de la série téléviséeMcCloud
- McCloud (1973)
- The New Mexico Connection (1974)
- Park Avenue Executioner (1975)